# Świadkowie Jehowy na Grenadzie
Świadkowie Jehowy na Grenadzie – społeczność wyznaniowa na Grenadzie, należąca do ogólnoświatowej wspólnoty Świadków Jehowy, licząca w 2023 roku 557 głosicieli, należących do 9 zborów. W 2023 roku na dorocznej uroczystości Wieczerzy Pańskiej zebrało się 1388 osób (ok. 1,3% mieszkańców). Działalność miejscowych głosicieli koordynuje Amerykańskie Biuro Oddziału w Wallkill w Stanach Zjednoczonych. Biuro Krajowe znajduje się na Antigui.

## Historia
W roku 1914 Elias James, robotnik wędrowny, przebywając w Panamie, został członkiem tego wyznania i gdy wkrótce powrócił na Grenadę, upowszechniał nowo poznaną religię. W roku 1920 działał tu William R. Brown z żoną Antonią. W latach 20. XX wieku na wyspie działał misjonarz ze Stanów Zjednoczonych – Evander Joel Coward. W latach 30. XX wieku wyspę odwiedziło kilku zagranicznych wyznawców, m.in. A.T. Johnson, William R. Brown oraz George Young.
W 1949 roku na wyspę przybyli pierwsi misjonarze, absolwenci Szkoły Gilead. W roku 1950 działalnością objęto wyspę Carriacou. Misjonarze korzystali z 18-metrowego szkunera Sibia, który później został zastąpiony większą łodzią – Light, aby rozkrzewiać wyznanie na pozostałych wyspach Grenadyn. W 1953 roku przekroczono liczbę 100 głosicieli, w 1972 roku – 200. W 1984 roku na wyspie przebywali z wizytą przedstawiciele Biura Głównego Towarzystwa Strażnica, którzy spotkali się z 284 głosicielami. Pięć lat później zanotowano już liczbę 400 głosicieli. W 1994 roku liczba ta wzrosła do 500, a trzy lata później przekroczyła 600 głosicieli.
W 2004 roku zorganizowano pomoc humanitarną dla poszkodowanych przez huragan Ivan. Zagraniczni wolontariusze-współwyznawcy odbudowali uszkodzone budynki, w tym dwie Sale Królestwa. W roku 2011 na Wieczerzy Pańskiej zgromadziło się 1750 osób (ok. 1,7% mieszkańców). Kongresy odbywają się w językach angielskim i amerykańskim migowym.